# Аксьонов Олександр Федотович
Олександр Федотович Аксьонов́ (нар. 13 жовтня 1929, село Кротово, нині Новосибірська область, Росія) — український науковець у галузі авіаційного матеріалознавства, тертя і зносостійкості металів, хіммотології й трибології, доктор технічних наук, професор, член-кореспондент НАН України (Відділення фізико-технічних проблем матеріалознавства).

## Життєпис
Народився в селі Кротово Новосибірської області в родині сільського вчителя. Після закінчення школи поступив в Київський інститут інженерів цивільної авіації, який закінчив у 1953 році. Після отримання диплома інженера-механіка, залишився працювати в рідному інституті. Працював на посадах асистента (1953—1956), начальника навчальної частини (1956—1961), проректора з наукової частини (1961—1970). У 1970 році був переведений до Москви на посаду заступника міністра цивільної авіації СРСР, де пропрацював 5 років. У 1975 році повернувся до Києва, де обійняв посаду ректора Київського інституту інженерів цивільної авіації. За його ректорства з'явилися нові факультети, зросла чисельність студентів, в тому числі з-за кордону. У 1988 році знову став заступником міністра цивільної авіації СРСР. Працював на цій посаді до розпаду Радянського Союзу. Після цього повернувся в Україну до рідного вишу, де став головним науковим співробітником галузевої науково-дослідної лабораторії дослідження експлуатаційних властивостей авіаційних паливно-мастильних матеріалів та радником ректорату Національного авіаційного університету.
2 квітня 1976 року обраний членом-кореспондентом НАН України, спеціальність: матеріалознавство.

## Наукова та педагогічна діяльність
Основоположник школи авіаційної хіммотології і триботехніки та нового наукового напряму — трибохімії. Досліджував вплив хімічного складу низькомолекулярних вуглеводневих рідин і розчинених у них газів на процеси тертя і спрацьовування металів. Розробник ефективного метода підвищення зносостійкості трибосистем шляхом введення протизношувальних присадок, створення в середовищі оптимальних концентрацій кисню тощо. Керував створенням в СРСР пожежобезпечних систем парових турбін. Брав участь у розробленні й створенні літаків: Ту-144, Іл-86, Іл-76, Ту-154, Як-40, Ан-74, Ту-204, Іл-96, Іл-114.
Автор 140 наукових і навчально-методичних праць, 27 авторських свідоцтв і патентів.

## Праці
- Авиационные топлива, смазочные материалы и специальные жидкости, Москва: Транспорт, 1970. 257 с.
- Химмотология авиационных специальных жидкостей (у співавторстві). Киев: КИИГА, 1972. 136 с. (у співавторстві)
- Трение и изнашивание металлов в углеводородных жидкостях. Москва: Машиностроение, 1977. 152 с.
- Износостойкость авиационных топливно-гидравлических агрегатов. Москва: Транспорт, 1986. 240 с. (у співавторстві)
- Газообразование при жидкостном окислении алканов // Докл. АН УССР. Сер. А. 1989. № 7 (у співавторстві)
- Самоорганизация трибосистем // Докл. АН УССР. Сер. А. 1989. № 7 (у співавторстві)

## Нагороди
- За значний внесок у розвиток міжнародної цивільної авіації перший в Україні отримав найвищу нагороду Ради Міжнародної організації цивільної авіації — Золоту медаль та Почесну грамоту премії імені Едварда Ворнера (1985).
- Премія НАН України імені І. М. Францевича (1990 — за підсумками конкурсу 1989 року — за цикл робіт «Розробка зносо- і корозійностійких матеріалів покриття і технологій їх нанесення на деталі авіаційної техніки методом вакуумно-плазмових прискорювачів високих енергій» (у співаторстві з Олександром Макаркіним та Павлом Назаренком)[2].
- Кавалер двох орденів Трудового Червоного Прапора.
- Орден Дружби народів.
- Має державні нагороди Болгарії, Куби і Монголії.